# VI Festival Mundial de la Joventut i els Estudiants
El VI Festival Mundial de la Joventut i els Estudiants, rus: Всемирный фестиваль молодёжи и студентов, va tenir lloc durant el 1957, i fou inaugurat el 28 de juliol a Moscou, llavors capital de la Unió Soviètica. Organitzat per la Federació Mundial de la Joventut Democràtica (FMJD), la sisena edició del seu festival reuní prop de 34.000 joves de 131 països, sota el lema "Per la Pau i l'Amistat!".
La decisió de celebrar la sisena edició a aquest estat socialista provocà la reacció dels estats membres de l'OTAN, que van amagar amb la realització d'un contrafestival com a boicot. La Unió Soviètica llavors estava celebrant el XL Aniversari de la Revolució d'Octubre de 1917, i els carrers moscovites havien estat decorats per aquest motiu amb un mar de banderes roges.
Les reformes de Khrusxov van comportar alguns canvis a la Unió Soviètica: els estrangers van poder visitar el país, que obria les seves portes al món per primera vegada, i els soviètics van poder trobar-se amb estrangers, malgrat que només en grups supervisats. Malgrat això no es pogué evitar que la gent fes amics. Els estudiants russos d'idiomes estrangers van contribuir com a intèrprets voluntaris.
La música de moltes cultures del món van arribar a Rússia amb el festivals. Els moscovites ballaven pels carrers de la mà amb estrangers de tot el món. El músic de jazz Aleksei Kozlov va tenir l'oportunitat de tocar amb músics estrangers. El popular grup Drujba de Leningrad va ser el guanyador el Primer Premi de Música Popular, gràcies a la seva cantant Edita Pietxa, una estrella dels anys 50 que podia cantar en diversos idiomes. Edita Pietxa, Vladimir Troxin i diversos convidats internacionals al festival van cantar junts la cançó popular Nits de Moscou.
Igual que en les edicions anteriors, la Federació Mundial de la Joventut Democràtica buscà donar fe de la reconstrucció del país després de les enormes pèrdues provocades per la Segona Guerra Mundial.